# Northwick Park (stanice metra v Londýně)
Northwick Park je stanice metra v Londýně, otevřená 28. června 1923 jako Northwick Park and Kenton. 15. března 1937 byla stanice přejmenována na současné jméno. Nachází se na lince:
- Metropolitan Line (mezi stanicemi Harrow-on-the-Hill a Preston Road)

| Rok  | Počet cestujících |
| ---- | ----------------- |
| 2011 | 3,58 mil          |
| 2012 | 3,79 mil          |
| 2013 | 3,95 mil          |
| 2014 | 4,44 mil          |